# Calamine (minéral)
Pour les articles homonymes, voir calamine.

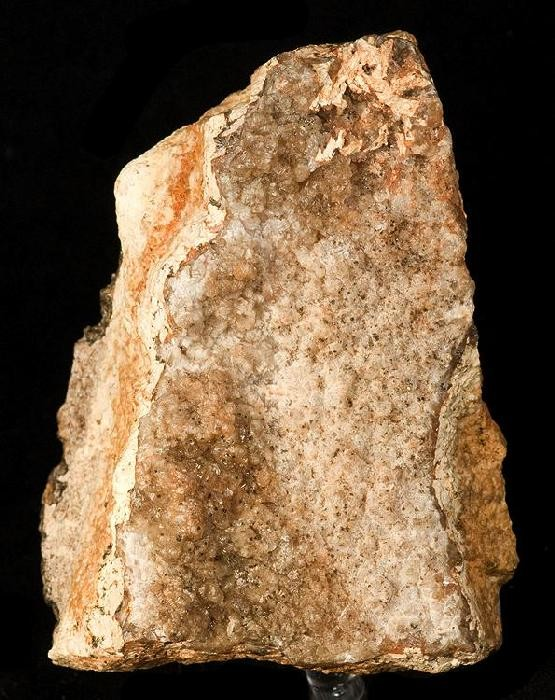
Échantillon de calamine constituée d'hémimorphite et de smithsonite, extrait à Granby Field (Missouri).

Calamine est une appellation désuète qui peut désigner  l'hémimorphite, l'aurichalcite (calamine verdâtre) ou la smithsonite, mais aussi d'autres minéraux de néoformation des oxydes de zinc. Toutefois on parle encore en botanique de flore calaminaire.
Jusqu'au XVIIIe siècle, la calamine était une source essentielle pour la production de laiton, car le zinc métallique n'existe pas dans la nature et aucune technique n'était connue pour le produire.

## Étymologie
Le terme dérive du grec kadmeia, de la Cadmée, région de la Grèce où l'on trouvait des mines dont les parois de galeries, encroutées de ces minéraux, furent à l'origine de l'idée, encore vivace au XVIIe siècle, de la régénération des minerais.